# Kein Lebenszeichen (Fernsehserie)
Kein Lebenszeichen ist eine fünfteilige Mini-Krimiserie des Autors David Elkaïm, die auf dem Roman Gone for Good von Harlan Coben aus dem Jahr 2002 basiert. Die von Netflix-Frankreich unter der Regie von Juan Carlos Medina produzierte Serie wurde am 13. August 2021 weltweit veröffentlicht.

## Handlung
Der Protagonist, Streetworker Guillaume aus Nizza, dachte, er hätte einen Schlussstrich unter die schreckliche Tragödie gezogen, bei der die beiden Menschen, die er am meisten liebte, Sonia, seine erste Liebe, und Fred, sein Bruder, starben. Zehn Jahre später verschwindet Judith, deren Liebe sein Leben wieder lebenswert gemacht hat, plötzlich während der Beerdigung seiner Mutter. Auf der Suche nach ihr entdeckt Guillaume die Vergangenheit der jungen Frau, die alle seine Gewissheiten in Frage stellt. Mit Hilfe seines besten Freundes Daco und Sonias jüngerer Schwester Ines setzt er seine Suche nach der Wahrheit über die Geheimnisse, die sie umgeben, fort. 

## Produktion
Nach Ich schweige für dich, Das Grab im Wald und Kein Friede den Toten ist dies die vierte Romanvorlage von Coben, die Netflix für eine Serie adaptiert hat.

## Besetzung und Synchronisation
Die deutsche Synchronisation entstand nach einem Synchronbuch von Jürgen Wilhelm, der ebenfalls Dialogregie führte, im Auftrag der Christa Kistner Synchronproduktion in Berlin.
| Rolle              | Schauspieler        | Synchronsprecher  | Folge(n) |
| ------------------ | ------------------- | ----------------- | -------- |
| Guillaume Lucchesi | Finnegan Oldfield   | Tim Schwarzmaier  | 1–5      |
| Fred Lucchesi      | Nicolas Duvauchelle | Johannes Raspe    | 1–5      |
| Jeremy DaCosta     | Guillaume Gouix     | Florian Hoffmann  | 1–5      |
| Kessler            | Grégoire Colin      | Sven Gerhardt     | 1–5      |
| M. Lucchesi        | Jacques Bonnaffé    | Oliver Siebeck    | 1–5      |
| Ostertag           | Tómas Lemarquis     | Marcel Collé      | 1–5      |
| Judith Conti       | Nailia Harzoune     | Nurcan Özdemir    | 1, 4 & 5 |
| Judith Conti       | Alysson Paradis     | Kaya Marie Möller | 3–5      |
| Maéva Lucchesi     | Julie Moulier       | Flavia Vinzens    | 1–2      |

## Episodenliste
| Nr. | Deutscher Titel | Originaltitel | Erstausstrahlung weltweit | Regie              |
| --- | --------------- | ------------- | ------------------------- | ------------------ |
| 1   | Guillaume       | Guillaume     | 13. Aug. 2021             | Juan Carlos Medina |
| 2   | Ines            | Ines          | 13. Aug. 2021             | Juan Carlos Medina |
| 3   | Daco            | Daco          | 13. Aug. 2021             | Juan Carlos Medina |
| 4   | Nora            | Nora          | 13. Aug. 2021             | Juan Carlos Medina |
| 5   | Fred            | Fred          | 13. Aug. 2021             | Juan Carlos Medina |

## Kritik
„Disparu à jamais ist definitiv nichts, um gute Laune zu verbreiten. Sie beginnt schon sehr düster und die ganze Handlung steht in gewaltiger Diskrepanz zu den teilweise so schönen Bildern von Nizza am Mittelmeer. Leider ist sowohl das Verhalten des Haupt-Protagonisten als auch die schauspielerische Darstellung von Finnegan Oldfield in einzelnen Szenen sehr seltsam. Dennoch ist die fünfteilige Miniserie insgesamt gelungen.“

„Das klingt eigentlich ganz vielversprechend. So richtig überzeugend ist das Ergebnis aber nicht. Während anfangs die Spannung noch recht hoch ist, weil man schon ganz gerne wissen möchte, was mit Judith denn nun passiert ist, franst die Geschichte irgendwann gehörig aus…“